# Hilal as-Sabi'
Abu l-Husain Hilal ibn Muhassin ibn Ibrahim as-Sabi’ meist nur Hilal as-Sabi’ (arabisch أبو الحسين هلال بن محسن بن إبراهيم الصابئ, DMG Abū l-Ḥusayn Hilāl b. Muḥassin b. Ibrāhīm aṣ-Ṣābiʾ; * 969 in Harran; † 1056 in Bagdad) war ein irakischer Schriftsteller, Historiker und Bürokrat aus der späten buyidischen Zeit. Er stammte aus einer sabierischen Familie aus Harran, trat aber 1012 zum Islam über. Er arbeitete zuerst unter dem Emir Ṣamṣām ad-Dawla und dann unter Fachr al-Mulk dem Wesir von Baha' ad-Dawla. Er starb 1056 in Bagdad, wo er praktisch sein ganzes Leben verbrachte.

## Arbeiten
Hilal al-Sabiʾ hat mehrere Bücher verfasst, aber viele davon sind nicht mehr vorhanden.
- Regel und Vorschriften des Abbasidischen Hofes (رسوم دار الجلافة Rusūm dār al-chilāfa)

Ist sein berühmtestes Buch, eine Anleitung zur Bürokratie und Staatsangelegenheiten. Trotz seiner praktischen Ausrichtung auf die Verwaltungstätigkeit enthält das Buch mehrere Statistiken, Anekdoten und historische Erklärungen, die dem Historiker als Quelle sehr nützlich sind.
- Das Buch der Wesire (arabisch كتاب الوزراء Kitāb al-wuzarā')

Nur der Anfang von diesem Werk ist überliefert, dieser Teil behandelt den Kalifen al-Muqtadir.
- Die Geschichte des Hilal as-Sabiʾ (arabisch تاريخ ابي الحسين هلال بن المحسن بن ابراهيم الصابي Tārīch Abī l-Husain Hilal ibn al-Muhassin ibn Ibrāhīm as-Sābī)

Dieses Werk ist auch nicht mehr ganz vorhanden, die überlieferten Teile davon behandeln die spätbuyidische Zeit.